# Mao Zemin
Mao Zemin (3 de abril de 1896 - 27 de setembro de 1943), utilizando também Zhoubin como seu pseudônimo, foi um revolucionário chinês nascido em Xiangtan, na província de Hunan. Ele foi o chefe do banco público do Estado Vermelho em Ruijin e também o Ministro do Departamento Econômico Nacional. Ele era um irmão mais novo de Mao Tse-tung, e ingressou no Partido Comunista da China desde o início. Durante a Segunda Guerra Mundial, foi enviado para Xinjiang pelo Comitê Central do Partido em 1938. Ele e Chen Tanqiu (陈 潭 秋) foram presos pelo senhor da guerra Sheng Shicai (盛世才), enquanto estvam em Urumqi, Xinjiang. Foi executado em 27 de setembro de 1943.